# Apotetrastichus postmarginalis
Apotetrastichus postmarginalis (лат.) — вид мелких хальциноидных наездников рода Apotetrastichus из семейства Eulophidae. Европа.

## Описание
Мелкие наездники-эвлофиды, длина самок от 0,7 до 1,2 мм, длина самцов от 0,55 до 0,90 мм. Паразитируют на различных насекомых, в том числе выведены из тлей (Aphididae), мух Agromyzidae (Liriomyza, Phytomyza), бабочек из семейств Gracillariidae (Phyllocnistis citrella) и Nepticulidae (Stigmella).